# Deschampsia atropurpurea

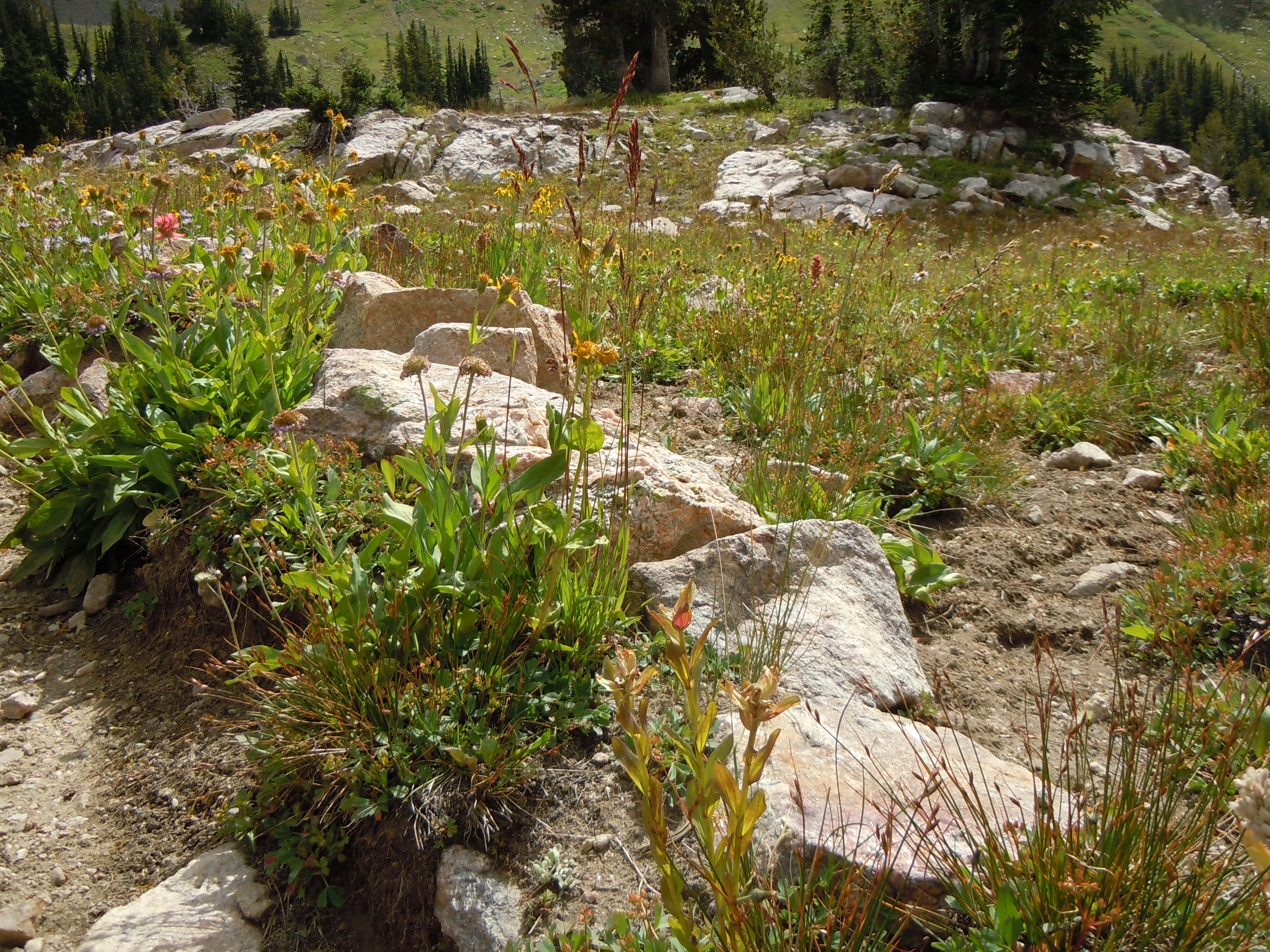
Ejemplares de Deschampsia atropurpurea junto a Poa fendleriana en su hábitat natural en Montana, Estados Unidos

Deschampsia atropurpurea es una poácea del género Deschampsia que fue descrita científicamente por Göran Wahlenberg en 1812 y recibió su nombre definitivo por George Heinrich Adolf Scheele en 1844.

## Distribución geográfica
Habita en el hemisferio norte, en donde el clima sea de subártico a templado, y en el sur de Sudamérica. Se lo ha localizado en Finlandia, Noruega, Suecia, Canadá, Estados Unidos, el sur de Argentina y Chile, Groenlandia y Japón. En Finlandia crece en centro y norte de Laponia.

## Características físicas
Es una planta perenne que crece de 15 a 30 centímetros de alto. Es similar a Avenella flexuosa, pero las hojas de Deschampsia atropurpurea son filiformes, mientras que las de Avenella flexuosa son más amplias. La inflorescencia es una panícula larga de 2,6 cm.

## Sinonimia
Ha sido sinonimizado con los siguientes nombres científicos:
- Aira alpina (Vahl, 1790)
- Aira atropurpurea (Wahlenb., 1812)
- Aira atropurpurea var. magellanica
- Aira latifolia (Hook., 1840)
- Aira magellanica (Hook.f., 1846)
- Aira pinkeneyi (Fr., 1842)
- Avena atropurpurea (Wahlenb.) Link, 1827
- Deschampsia atropurpurea var. latifolia
- Deschampsia atropurpurea var. minor
- Deschampsia atropurpurea var. paramushirensis
- Deschampsia atropurpurea subsp. paramushirensis
- Deschampsia atropurpurea var. patentissima
- Deschampsia atropurpurea var. payettii
- Deschampsia brachyphylla (Phil., 1897)
- Deschampsia hookeriana (Scribn., 1886)
- Deschampsia latifolia (Hook.) Vasey, 1883
- Deschampsia pacifica (Tatew. y Ohwi, 1934)
- Erioblastus flexuosus (Honda ex Nakai, 1930)
- Erioblastus paramushirensis (Kudô) Honda, 1931
- Holcus atropurpureus (Wahlenb.) Wahlenb., 1805
- Vahlodea atropurpurea (Wahlenb.) Fr., 1842
- Vahlodea atropurpurea subsp. latifolia
- Vahlodea atropurpurea subsp. paramushirensis
- Vahlodea atropurpurea var. patentissima
- Vahlodea flexuosa (Honda) Ohwi, 1933
- Vahlodea latifolia (Hook.) Hultén, 1937
- Vahlodea magellanica (Hook.f.) Tzvelev, 1963
- Vahlodea paramushirensis (Kudô) Roshev., 1934